# Pimecrolimus
Pimecrolimus (Handelsname Elidel, Hersteller: MEDA) ist ein Arzneistoff (Zulassung in EU: Oktober 2002), der zur Behandlung des atopischen Ekzems („Neurodermitis“) Verwendung findet. Als solcher wird er zur Gruppe der topischen Immunmodulatoren gerechnet, zu denen man auch Tacrolimus zählt.

## Struktur
Es handelt sich um eine sehr lipophile Verbindung vom Typ des Makrolids. Gefunden wurde die Struktur im Ferment einer Ascomycetenart (Schlauchpilz).

## Wirkmechanismus
Vergleichbar dem Wirkmechanismus von Ciclosporin bindet Pimecrolimus intrazellulär an ein Immunophilin (Makrophilin-12). Dadurch wird Calcineurin gehemmt und in der Folge die Aktivität der T-Zellen herabgesetzt. Diese synthetisieren nun weniger Zytokine und andere Entzündungsmediatoren. Auch die Ausschüttung von Entzündungsmediatoren aus Mastzellen wird unterdrückt, was zu einer verminderten Immunantwort führt.

## Verwendung
Pimecrolimus wird als Creme bei verschiedenen Formen des atopischen Ekzems zum Auftragen auf die betroffene Haut verwendet. Es wird sowohl zur Kurzzeit- als auch zur Langzeitbehandlung eingesetzt, wobei dann Intervalltherapie empfohlen wird. Aufgrund der besseren Verträglichkeit als bei den Glukokortikoiden wird die Möglichkeit einer großflächigen Behandlung sowie einer prophylaktischen Verwendung eingeräumt. Mittlerweile erfolgt zunehmend auch ein Einsatz bei Rosazea und seborrhoischem Ekzem, ebenfalls als Ersatz für Glukokortikoide. Hierbei handelt es sich jedoch, wie auch bei der Behandlung des Lichen sclerosus, um einen Off-Label-Use. Ebenfalls als Off-Label-Use findet der Wirkstoff zur Behandlung von Balanitis Circinata Verwendung um die sichtbaren Folgen dieser rheumatischen Erkrankung völlig zu unterdrücken.

## Nebenwirkungen
Es werden sehr häufig Hautreaktionen in Form von Brennen, Rötung und Juckreiz besonders zu Beginn einer Behandlung festgestellt. Auch besteht ein erhöhtes Risiko von bakteriellen Infektionen und Viruserkrankungen aufgrund der immunsuppressiven Wirkung. Ein erhöhtes Risiko von Tumoren wurde zunächst diskutiert, weshalb Studien zur Abklärung dieses Risikos in USA und Europa in Auftrag gegeben wurden. Eine im Februar 2015 veröffentlichte Studie mit 7457 Kindern (26792 Personenjahre) hat keine Hinweise auf erhöhte Krebsgefahr bei topischer Anwendung ergeben.
Von den Gesundheitsbehörden wurde der topische Immunmodulator Pimecrolimus zur Behandlung von Kindern ab 3 Monaten zugelassen.

## Handelsnamen
Elidel (D,A); mehrere Reimporte